# 豊田市立広川台小学校
豊田市立広川台小学校（とよたしりつ ひろかわだいしょうがっこう）は、愛知県豊田市渋谷町にある公立小学校。

## 概要
- 渋谷町1・2目、東山町1丁目、東山町2丁目（一部）、広川町、美里1・2丁目、美里4丁目、美里6丁目（一部）、森町が校区である。公立中学校に進学する場合は豊田市立美里中学校へ進学する [1]。

## 沿革
- 1981年（昭和56年）4月 - 豊田市立野見小学校、豊田市立東山小学校、豊田市立寺部小学校から分離し、開校。
- 1982年（昭和57年） - 隣接の美里一区区民会館に不動1号墳を移築する。

## 交通アクセス
- 名鉄三河線豊田市駅下車、徒歩約30分。
- とよたおいでんバス26系統、土橋・豊田東環状線「広川町11丁目」バス停より徒歩約5分。

名鉄三河線豊田市駅より、「循環（豊田市→五ケ丘→豊田市）」。「三河豊田駅」行。「土橋駅」行。
名鉄三河線土橋駅より「豊田市」行。
愛知環状鉄道三河豊田駅より「豊田市」行。

## 周辺施設
- 愛知県立豊田北高等学校
- 愛知県立豊田東高等学校
- 豊田市立美里中学校
- 豊田市立高橋中学校
- 豊田市立東山小学校
- 豊田市立寺部小学校
- 豊田市立平井小学校
- 豊田市立野見小学校
- 豊田市立古瀬間小学校
- 豊田市役所高橋支所・高橋コミュニティセンター
- 加茂川公園